# Raiffeisenbank St. Wolfgang-Schwindkirchen
Die Raiffeisenbank St. Wolfgang-Schwindkirchen eG mit Sitz in St. Wolfgang war eine Genossenschaftsbank in Bayern. Ihr Geschäftsgebiet umfasste die Gemeindegebiete St. Wolfgang und Schwindkirchen sowie umliegende Teile des Landkreises Erding.
Neben der Hauptstelle in St. Wolfgang verfügte die Bank über eine Geschäftsstelle in Schwindkirchen und eine Zweigstelle in Schönbrunn.
Die Bank fusionierte rückwirkend zum 1. Januar 2021 mit der VR-Bank Erding.

## Geschichte
- 1898 Gründung der Darlehenskasse Schwindkirchen (als Vorläuferin der Raiffeisenbank Schwindkirchen).
- 1911 Gründung des Spar- und Darlehenskassenverbands St. Wolfgang
- 1925 Gründung des Darlehenskassenvereins Schönbrunn.
- 1945 Kundengelder des Spar- und Darlehenskassenverbands St. Wolfgang überschreiten erstmals die Millionengrenze (in Reichsmark).
- 1969 Zusammenschluss von Raiffeisenbank St. Wolfgang und Raiffeisenkasse Schönbrunn zur Raiffeisenbank St. Wolfgang-Schönbrunn eG.
- 1997 Zusammenschluss mit der Raiffeisenbank Schwindkirchen zur Raiffeisenbank St. Wolfgang-Schwindkirchen eG.[2]
- 2021 Verschmelzung auf die VR-Bank Erding eG.[3]